# 伯明翰佩里巴爾 (英國國會選區)
伯明翰佩里巴爾（英語：Birmingham, Perry Barr），英國國會一自治市選區，位於英格蘭西米德蘭茲郡伯明翰西北部，包括四個地方選區。
該區始創於1950年。除了1964年和1970年兩次大選以外，本區傾向支持工黨。2010年大選中工黨的哈立德·馬哈茂德以50.3%選票第二次成功連任。